# Incydent w Roswell

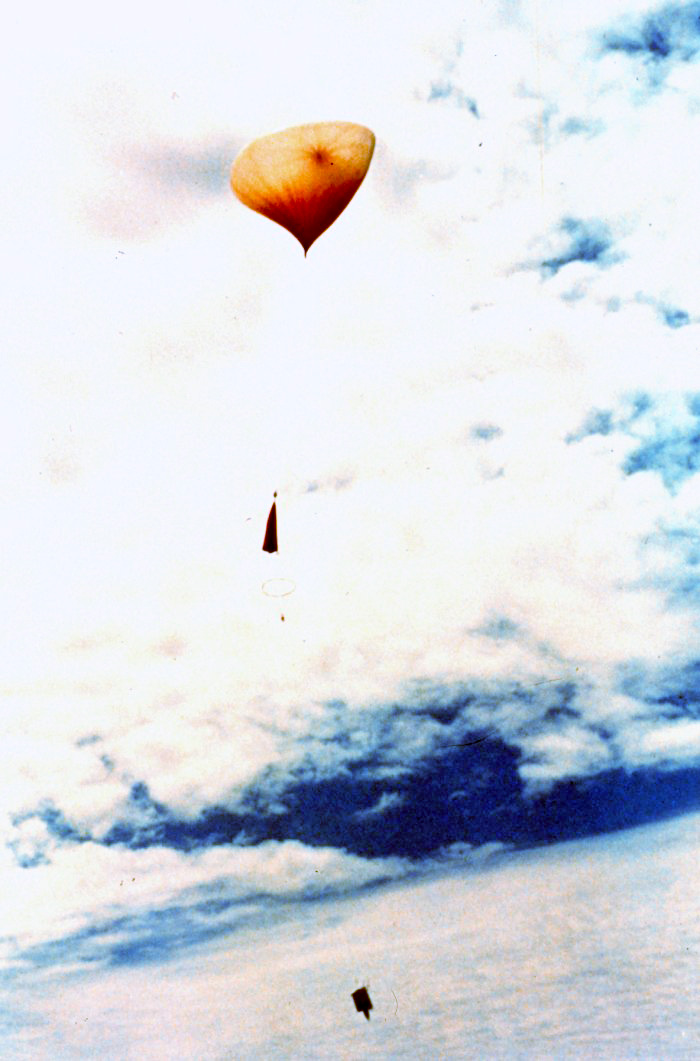
Balon meteorologiczny National Oceanic and Atmospheric Administration po wystrzeleniu

Incydent w Roswell – wydarzenie mające miejsce 2 lipca 1947, niedaleko Roswell w stanie Nowy Meksyk. Lokalna prasa szybko obwieściła, że doszło do rozbicia się statku należącego do istot pozaziemskich. Siły Powietrzne Stanów Zjednoczonych zdementowały te informacje, ogłaszając, że była to katastrofa balonu meteorologicznego. Zainteresowanie incydentem następnie szybko zniknęło, aż do przełomu lat 70. i 80., kiedy to tematem zainteresowali się szerzej ufolodzy.
W latach 90. Armia Stanów Zjednoczonych opublikowała dwa obszerne raporty, ujawniające prawdziwą naturę tajemniczego zdarzenia. Obiekt, który rozbił się w Nowym Meksyku, miał być balonem testowym używanym w ramach tajnego wojskowego Projektu Mogul. Niemniej jednak incydent w Roswell nadal cieszy się zainteresowaniem w mediach, a teorie spiskowe dotyczące tego wydarzenia ciągle istnieją. Sprawa z Roswell została opisana jako „najsłynniejsze na świecie, najdokładniej zbadane i najdokładniej obalone twierdzenie o UFO”.

## Przebieg zdarzeń
2 lipca 1947 około godziny 22:00 Dan Wilmot, miejscowy sprzedawca artykułów żelaznych, i jego żona, siedząc na tarasie swojego domu, zauważyli duży, jarzący się przedmiot, który ze znaczną prędkością przeleciał w kierunku północno-zachodnim. Małżeństwo pobiegło do ogrodu po to, aby obserwować ów obiekt, przypominający swym kształtem „dwa talerze zwrócone ku sobie wnętrzem”. Po niecałej minucie obiekt zniknął. Wilmot twierdził, że obiekt poruszał się bezszelestnie, zaś żona Dana Wilmota powiedziała później, iż wydawało jej się, że słyszała słaby, ostry, świszczący dźwięk. Według Wilmota obiekt znajdował się na wysokości pięciuset metrów, a przelatywał z szybkością sześciuset, a nawet ośmiuset kilometrów na godzinę. Wielkość obiektu wynosiła jakieś pięć do siedmiu metrów, jego kształt był owalny i przypominał dwa nałożone na siebie spodki.
Rankiem 8 lipca 1947 pułkownik William Blanchard, komandor grupy 509., podał prasie i stacjom radiowym wiadomość o tym, że na terenie jednej z farm niedaleko Roswell odnaleziono wrak latającego dysku po tym, jak właściciel posesji – William Brazel – poinformował miejscowego szeryfa o tym, że odkrył przedmiot na swoim terenie. Następnie wrak został zabrany do wojskowej bazy w Roswell, gdzie był badany – jedna z teorii spiskowych mówi że pozaziemskie formy życia znalezione we wraku przetrzymywano i badano w Strefie 51 w stanie Nevada. Później, decyzją Jesse Marcela, przekazano go naczelnemu dowództwu. Wiadomość o wypadku została bezzwłocznie rozpowszechniona w całym kraju. Jeszcze tego samego dnia wieczorem dowódca Eighth Air Force generał brygady Roger Ramey ogłosił dementi. Oznajmił, że to, co niektórzy uznali za latający spodek, było w rzeczywistości meteorologicznym balonem sondażowym. W trybie pilnym zwołał również konferencję prasową. Podczas posiedzenia generał brygady Roger Ramey przedstawił dziennikarzom mocno uszkodzone resztki przedmiotu, zidentyfikowane pośpiesznie przez Irwinga Newtona jako pozostałości po balonie typu Rawin.
9 lipca 1947 w prasie zaczęły pojawiać się informacje, jakoby doniesienia z poprzedniego dnia były nieprawdziwe. Gdy dziennikarze chcieli skontaktować się z Williamem Blanchardem, ten wyjechał na urlop. Dowództwo Bazy Lotnictwa w Roswell objął Payne Jennings, który po niedługim czasie został uznany za zaginionego, kiedy samolot z Jenningsem na pokładzie zniknął w Trójkącie Bermudzkim.

## Zeznania na taśmach wideo
Duża liczba naocznych i drugorzędnych świadków pozwoliła na sfilmowanie zeznań na taśmach wideo i rozpowszechnianie ich. Jesse Mercel w nagraniu zatytułowanym „UFOs are Real” przyznał, że na miejscu katastrofy widział niezwykły wrak. Powiedział również, że jego dowódca nakazał mu to zachować w tajemnicy. Oznajmił także: 

Znając wszelkie działania z naszej strony, pewien byłem jednego: nie był to balon meteorologiczny, samolot ani pocisk.

Na taśmie zatytułowanej „Recollections of Roswell” znalazły się wypowiedzi wielu osób. Syn Jessego Marcela, Jesse Marcel Junior, który w 1947 miał 11 lat, stwierdził, że widział szczątki wraku, gdy jego ojciec przyniósł je do domu po to, aby pokazać matce. Wśród nich zaobserwował belkę z fioletowym napisem. Stwierdził, że nie mógł być on ani w języku rosyjskim, ani w języku japońskim. Podobną opinię o napisie wyraziła Loretta Proctor, sąsiadka Jessego Marcela, która przyznała, że nie było to znane jej pismo. Syn Williama Brazela stwierdził, że szczątki przypominały drewno balsa, jednak nie dało się ich podpalić, a także naciąć nożem.
Zeznania złożone przez dodatkowych świadków potwierdziły te relacje.

## Memorandum Hottela

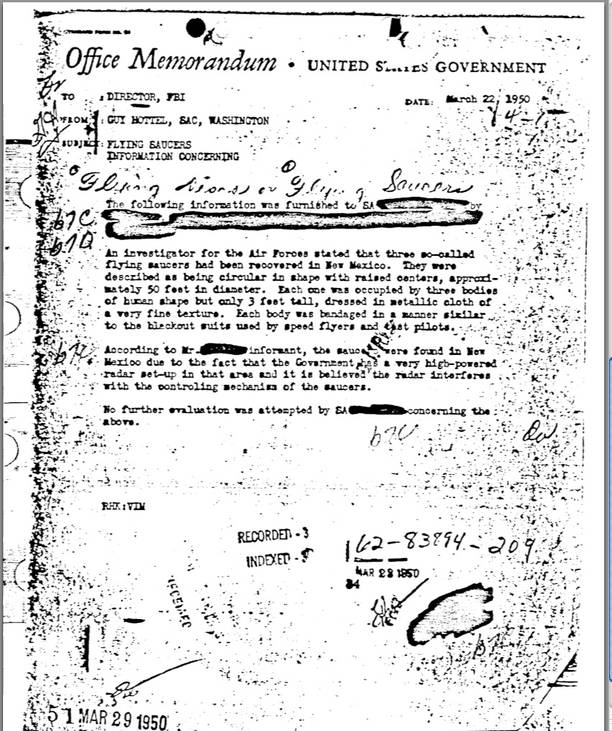
Memorandum agenta FBI Guya Hottela do dyrektora FBI J. Edgara Hoovera z 22 marca 1950

W 2011 do opinii publicznej „wypłynęło” memorandum agenta FBI Guya Hottela do dyrektora FBI J. Edgara Hoovera z 22 marca 1950 dotyczące „Strefy Zero”, gdzie trzy lata wcześniej miało rozbić się bądź wylądować UFO. Hottel pisze w nim:

Prowadzący dochodzenie ze strony Sił Powietrznych stwierdził, że w Nowym Meksyku odkryto trzy tak zwane latające spodki. Zostały opisane jako okrągłe w kształcie z podniesioną częścią środkową, mające około 50 stóp średnicy (ok. 15 metrów). W każdym z nich znajdowały się trzy ciała ludzkiego kształtu, ale o wysokości tylko 3 stóp (niecały metr), ubrane w metaliczne ubrania z bardzo cienkiej tkaniny. Każde z ciał było owinięte w sposób, który przypominał kombinezony pilotów testowych.

 Z dalszego tekstu wynika że zdaniem informatora, spodki zostały odnalezione właśnie w Nowym Meksyku ze względu na zbudowany tam silny radar, który miał wpływać na mechanizmy tych pojazdów.
Warto podkreślić fakt, że w owym memorandum nigdzie nie jest napisane wprost, że chodzi o Roswell, ani to, że spostrzeżenia informatora były prawdą. Jednak opis zdarzenia wskazuje na to, że notatka dotyczy właśnie słynnego lądowania z lipca 1947.